# Футбол на літніх Олімпійських іграх 2012 — чоловіки
́
Чоловічий футбол на літніх Олімпійських іграх 2012 року відбувся у Лондоні та низці інших міст у Сполученому Королівстві, з 26 липня по 11 серпня.
Фінал був зіграний на стадіоні Вемблі. Футбольні Асоціації пов'язані з ФІФА направляють чоловічі команди U-23 для участі в турнірі. За правилами Олімпійських ігор чоловічі команди мають право заявити в свою команду лише три гравця в віці старше 23.
На цих іграх змагалися 16 чоловічих команд. Футбольний турнір розпочався фактично за день до церемонії відкриття Ігор 27 липня. Жеребкування турніру відбулося 24 квітня 2012 року.

## Кваліфікація
| Турнір                                      | Дата кваліфікації | Місце             | Кількість | Збірні                        |
| ------------------------------------------- | ----------------- | ----------------- | --------- | ----------------------------- |
| Господар                                    | 6 липня 2005      | Велика Британія   | 1         | Велика Британія               |
| Кваліфікаційний турнір Азії                 | 29 березня 2012   | Вдома і на виїзді | 3         | Південна Корея · Японія · ОАЕ |
| Чемпіонат Африки U-23 2011                  | 10 грудня 2011    | Марокко           | 3         | Габон · Марокко · Єгипет      |
| Кваліфікаційний турнір Північної Америки    | 2 квітня 2012     | США               | 2         | Мексика · Гондурас            |
| Молодіжний чемпіонат Південної Америки 2011 | 12 лютого 2011    | Перу              | 2         | Бразилія · Уругвай            |
| Кваліфікаційний турнір Океанії              | 25 березня 2012   | Нова Зеландія     | 1         | Нова Зеландія                 |
| Молодіжний чемпіонат Європи 2011            | 25 червня 2011    | Данія             | 3         | Іспанія Швейцарія Білорусь    |
| Кваліфікаційний плей-оф                     | 23 квітня 2012    | Велика Британія   | 1         | Сенегал                       |
| Всього                                      |                   |                   | 16        |                               |

## Склади
У турнірі кожна країна були представлена збірною з 18 гравців, 15 з яких повинні були народитися після 1 січня 1989 року, і лише троє можуть бути старше цієї дати. Крім того, у складі обов'язково має бути не менше двох воротарів (плюс один додатковий альтернативний воротар).

## Арбітри
19 квітня 2012 року ФІФА опублікувала список суддів, які будуть працювати на Олімпіаді.
| Конфедерація | Арбітр         | Асистенти                              |
| ------------ | -------------- | -------------------------------------- |
| АФК          | Равшан Ірматов | Абдухамідулло Расулов Бахадир Кочкаров |
| АФК          | Юїті Нісімура  | Тору Сагара Тосіюкі Нагі               |
| АФК          | Бен Вільямс    | Метью Крім Хакан Аназ                  |
| КАФ          | Бакарі Гассама | Джейсон Даму Анджесом Огбамаріам       |
| КАФ          | Слім Жедіді    | Бечір Хассані Шеріф Хассан             |
| КОНКАКАФ     | Роберто Гарсія | Хосе Луїс Камарго Альберто Морін       |
| КОНКАКАФ     | Марк Гейгер    | Марк Хард Джо Флетчер                  |
| КОНМЕБОЛ     | Рауль Ороско   | Ефрен Кастро Арол Вальда               |
| КОНМЕБОЛ     | Вілмар Ролдан  | Умберто Клавіхо Едуардо Діас           |
| КОНМЕБОЛ     | Хуан Сото      | Хорхе Уррего Карлос Лопес              |

| Конфедерація | Арбітр           | Асистенти                                |
| ------------ | ---------------- | ---------------------------------------- |
| ОФК          | Пітер О'Лірі     | Ян-Хендрік Хін Равеніш Кумар             |
| УЄФА         | Фелікс Брих      | Марк Борщ Стефан Люпп                    |
| УЄФА         | Марк Клаттенбург | Стівен Чайлд Саймон Бек                  |
| УЄФА         | Павел Краловець  | Мартін Вілчек Антонін Кордула            |
| УЄФА         | Свен Оддвар Моен | Кім Ханглунд Френк Андас                 |
| УЄФА         | Джанлука Роккі   | Еленіто ді Лібераторе Джанлука Каріолато |

## Жеребкування
Жеребкування турніру відбулося 24 квітня 2012 року. Велика Британія, Мексика, Бразилія і Іспанія автоматично були розведені по різних групах, а інші команди були відправлені у чотири кошики за регіональною ознакою.
| Кошик 1                                                                                            | Кошик 2                                                                                   | Кошик 3                                         | Кошик 4                              |
| -------------------------------------------------------------------------------------------------- | ----------------------------------------------------------------------------------------- | ----------------------------------------------- | ------------------------------------ |
| - Велика Британія (Відправлено у групу A) - Іспанія (Відправлено у групу D) - Швейцарія - Білорусь | - Бразилія (Відправлено у групу C) - Уругвай - Мексика (Відправлено у групу B) - Гондурас | - Японія - Південна Корея - ОАЕ - Нова Зеландія | - Єгипет - Марокко - Габон - Сенегал |

## Груповий етап
Збірні, що зайняли перші та другі місця у групах виходять до наступного раунду.
| Ключ до кольорів у турнірних таблицях  |
| -------------------------------------- |
| Команда, що виходить до раунду плей-оф |

### Група A
| Поз | Команда             | І | В | Н | П | ГЗ | ГП | РГ | О | Кваліфікація                           |
| --- | ------------------- | - | - | - | - | -- | -- | -- | - | -------------------------------------- |
| 1   | Велика Британія (H) | 3 | 2 | 1 | 0 | 5  | 2  | +3 | 7 | Команда, що виходить до раунду плей-оф |
| 2   | Сенегал             | 3 | 1 | 2 | 0 | 4  | 2  | +2 | 5 | Команда, що виходить до раунду плей-оф |
| 3   | Уругвай             | 3 | 1 | 0 | 2 | 2  | 4  | −2 | 3 |                                        |
| 4   | ОАЕ                 | 3 | 0 | 1 | 2 | 3  | 6  | −3 | 1 |                                        |

| 26 липня 2012 17:00 UTC+1 |

| ОАЕ       | 1:2 (1:1) | Уругвай                 |
| --------- | --------- | ----------------------- |
| Матар 23' | Звіт      | Рамірес 42' Лодейро 56' |

| Стадіон: Олд Траффорд, Манчестер Глядачів: 51 745 Арбітр: Пітер О'Лірі |

| 26 липня 2012 20:00 UTC+1 |

| Велика Британія | 1:1 (1:0) | Сенегал    |
| --------------- | --------- | ---------- |
| Белламі 20'     | Звіт      | Конате 82' |

| стадіон:Олд Траффорд, Манчестер Глядачів: 72 176 Арбітр: Равшан Ірматов |

| 29 липня 2012 17:00 UTC+1 |

| Сенегал         | 2:0 (2:0) | Уругвай |
| --------------- | --------- | ------- |
| Конате 10', 37' | Звіт      |         |

| Стадіон:Вемблі, Лондон Глядачів: 75 093 Арбітр: Фелікс Брих |

| 29 липня 2012 19:45 UTC+1 |

| Велика Британія                    | 3:1 (1:0) | ОАЕ      |
| ---------------------------------- | --------- | -------- |
| Гіггз 16' Сінклер 73' Старрідж 76' | Звіт      | Ейса 60' |

| стадіон:Вемблі, Лондон Глядачів: 85 137 Арбітр: Роберто Гарсія |

| 1 серпня 2012 19:45 UTC+1 |

| Сенегал    | 1:1 (0:1) | ОАЕ       |
| ---------- | --------- | --------- |
| Конате 49' | Звіт      | Матар 21' |

| стадіон:Стадіон міста Ковентрі, Ковентрі Глядачів: 28 652 Арбітр: Свейн Оддвар Моен |

| 1 серпня 2012 19:45 UTC+1 |

| Велика Британія   | 1:0 (1:0) | Уругвай |
| ----------------- | --------- | ------- |
| Старрідж 45' (+1) | Звіт      |         |

| стадіон: Міленіум, Кардіфф Глядачів: 70 438 Арбітр: Нісімура Юїті |

### Група B
| Поз | Команда        | І | В | Н | П | ГЗ | ГП | РГ | О | Кваліфікація                           |
| --- | -------------- | - | - | - | - | -- | -- | -- | - | -------------------------------------- |
| 1   | Мексика        | 3 | 2 | 1 | 0 | 3  | 0  | +3 | 7 | Команда, що виходить до раунду плей-оф |
| 2   | Південна Корея | 3 | 1 | 2 | 0 | 2  | 1  | +1 | 5 | Команда, що виходить до раунду плей-оф |
| 3   | Габон          | 3 | 0 | 2 | 1 | 1  | 3  | −2 | 2 |                                        |
| 4   | Швейцарія      | 3 | 0 | 1 | 2 | 2  | 4  | −2 | 1 |                                        |

| 26 липня 2012 14:30 UTC+1 |

| Мексика | 0:0  | Південна Корея |
| ------- | ---- | -------------- |
|         | Звіт |                |

| Стадіон:Сент-Джеймс Парк, Ньюкасл Глядачів: 15 748 Арбітр: Селім Жедіді |

| 26 липня 2012 17:15 UTC+1 |

| Габон         | 1:1 (1:1) | Швейцарія        |
| ------------- | --------- | ---------------- |
| Обамейянг 45' | Звіт      | Мехмед 5' (пен.) |

| стадіон: Сент-Джеймс Парк, Ньюкасл Глядачів: 15 748 Арбітр: Вільмар Рольдана |

| 29 липня 2012 14:30 UTC+1 |

| Мексика                    | 2:0 (0:0) | Габон |
| -------------------------- | --------- | ----- |
| дос Сантос 63', 90' (пен.) | Звіт      |       |

| стадіон:Стадіон міста Ковентрі, Ковентрі Глядачів: 28 171 Арбітр: Бен Вільямс |

| 29 липня 2012 17:15 UTC+1 |

| Південна Корея                | 2:1 (0:0) | Швейцарія   |
| ----------------------------- | --------- | ----------- |
| Пак Чу Йон 57' Кім Бо Ген 64' | Звіт      | Емегара 60' |

| Стадіон:Стадіон міста Ковентрі, Ковентрі Глядачів: 30 114 Арбітр: Рауль Ороско |

| 1 серпня 2012 17:00 UTC+1 |

| Мексика      | 1:0 (0:0) | Швейцарія |
| ------------ | --------- | --------- |
| Перальта 69' | Звіт      |           |

| стадіон:Міленіум, Кардіфф Глядачів: 50 000 Арбітр: Равшан Ірматов |

| 1 серпня 2012 19:00 UTC+1 |

| Південна Корея | 0:0 (0:0) | Габон |
| -------------- | --------- | ----- |
|                | Звіт      |       |

| Стадіон: Вемблі, Лондон Глядачів: 76 927 Арбітр: Павел Краловець |

### Група C
| Поз | Команда       | І | В | Н | П | ГЗ | ГП | РГ | О | Кваліфікація                           |
| --- | ------------- | - | - | - | - | -- | -- | -- | - | -------------------------------------- |
| 1   | Бразилія      | 3 | 3 | 0 | 0 | 9  | 3  | +6 | 9 | Команда, що виходить до раунду плей-оф |
| 2   | Єгипет        | 3 | 1 | 1 | 1 | 6  | 5  | +1 | 4 | Команда, що виходить до раунду плей-оф |
| 3   | Білорусь      | 3 | 1 | 0 | 2 | 3  | 6  | −3 | 3 |                                        |
| 4   | Нова Зеландія | 3 | 0 | 1 | 2 | 1  | 5  | −4 | 1 |                                        |

| 26 липня 2012 19:45 UTC+1 |

| Білорусь | 1:0 (1:0) | Нова Зеландія |
| -------- | --------- | ------------- |
| Бага 45' | Звіт      |               |

| Стадіон:Стадіон міста Ковентрі, Ковентрі Глядачів: 14 457 Арбітр: Бакарі Гассама |

| 26 липня 2012 19:45 UTC+1 |

| Бразилія                                 | 3:2 (3:0) | Єгипет                 |
| ---------------------------------------- | --------- | ---------------------- |
| Рафаел 16' Леандро Даміан 26' Неймар 30' | Звіт      | Абутріка 52' Салах 76' |

| стадіон:Міленіум, Кардіфф Глядачів: 26 812 Арбітр: Джанлука Роккі |

| 29 липня 2012 12:00 UTC+1 |

| Бразилія                      | 3:1 (1:1) | Білорусь   |
| ----------------------------- | --------- | ---------- |
| Пато 15' Неймар 65' Оскар 90' | Звіт      | Брессан 8' |

| стадіон:Олд Траффорд, Манчестер Глядачів: 66 212 Арбітр: Нісімура Юїті |

| 29 липня 2012 14:45 UTC+1 |

| Єгипет    | 1:1 (1:1) | Нова Зеландія |
| --------- | --------- | ------------- |
| Салах 40' | Звіт      | Вуд 17'       |

| стадіон:Олд Траффорд, Манчестер Глядачів: 50 050 Арбітр: Марк Клаттенбург |

| 1 серпня 2012 14:30 UTC+1 |

| Бразилія                                 | 3:0 (2:0) | Нова Зеландія |
| ---------------------------------------- | --------- | ------------- |
| Данило 23' Леандро Даміан 29' Сандро 52' | Звіт      |               |

| Стадіон:Сент-Джеймс Парк, Ньюкасл Глядачів: 25 201 Арбітр: Бакарі Гассама |

| 1 серпня 2012 14:30 UTC+1 |

| Єгипет                          | 3:1 (0:0) | Білорусь     |
| ------------------------------- | --------- | ------------ |
| Сала 56' Мосен 73' Абутріка 79' | Звіт      | Воронков 87' |

| стадіон: Гемпден-Парк, Глазго Глядачів: 8 732 Арбітр: Роберто Гарсія |

### Група D
| Поз | Команда  | І | В | Н | П | ГЗ | ГП | РГ | О | Кваліфікація                           |
| --- | -------- | - | - | - | - | -- | -- | -- | - | -------------------------------------- |
| 1   | Японія   | 3 | 2 | 1 | 0 | 2  | 0  | +2 | 7 | Команда, що виходить до раунду плей-оф |
| 2   | Гондурас | 3 | 1 | 2 | 0 | 3  | 2  | +1 | 5 | Команда, що виходить до раунду плей-оф |
| 3   | Марокко  | 3 | 0 | 2 | 1 | 2  | 3  | −1 | 2 |                                        |
| 4   | Іспанія  | 3 | 0 | 1 | 2 | 0  | 2  | −2 | 1 |                                        |

| 26 липня 2012 12:00 UTC+1 |

| Гондурас                 | 2:2 (0:1) | Марокко                |
| ------------------------ | --------- | ---------------------- |
| Бенгтсон 56', 65' (пен.) | Звіт      | Баррада 39' Лабьяд 67' |

| Стадіон:Гемпден-Парк, Глазго Глядачів: 23 421 Арбітр: Павел Краловець |

| 26 липня 2012 14:45 UTC+1 |

| Іспанія | 0:1 (0:1) | Японія      |
| ------- | --------- | ----------- |
|         | звіт      | Юкі Оцу 34' |

| стадіон:Гемпден-Парк, Глазго Глядачів: 37 726 Арбітр: Марк Гейгер |

| 29 липня 2012 17:00 UTC+1 |

| Іспанія | 0:1 (0:1) | Гондурас    |
| ------- | --------- | ----------- |
|         | Звіт      | Бенгтсон 7' |

| стадіон:Сент-Джеймс Парк, Ньюкасл Глядачів: 26 523 Арбітр: Хуан Ернесто Сото |

| 29 липня 2012 19:45 UTC+1 |

| Японія    | 1:0 (0:0) | Марокко |
| --------- | --------- | ------- |
| Нагаї 84' | Звіт      |         |

| Стадіон:Сент-Джеймс Парк, Ньюкасл Глядачів: 24 936 Арбітр: Свейн Оддвар Моен |

| 1 серпня 2012 17:00 UTC+1 |

| Японія | 0:0 (0:0) | Гондурас |
| ------ | --------- | -------- |
|        | Звіт      |          |

| стадіон:Стадіон міста Ковентрі, Ковентрі Глядачів: 25 862 Арбітр: Селім Жедіді |

| 1 серпня 2012 17:00 UTC+1 |

| Іспанія | 0:0 (0:0) | Марокко |
| ------- | --------- | ------- |
|         | Звіт      |         |

| стадіон: Олд Траффорд, Манчестер Глядачів: 35 973 Арбітр: Бен Вільямс |

## Плей-оф
|  | Чвертьфінали         | Чвертьфінали         |                    |        | Півфінали      | Півфінали   |  |  | Фінал               | Фінал |
|  |                      |                      |                    |        |                |             |  |  |                     |       |
|  | 4 серпня — Манчестер |                      |                    |        |                |             |  |  |                     |       |
|  |                      |                      |                    |        |                |             |  |  |                     |       |
|  | Японія               | 3                    |                    |        |                |             |  |  |                     |       |
|  | Японія               | 3                    | 7 серпня — Лондон  |        |                |             |  |  |                     |       |
|  | Єгипет               | 0                    |                    |        |                |             |  |  |                     |       |
|  | Єгипет               | 0                    | Мексика            | 3      |                |             |  |  |                     |       |
|  | 4 серпня — Лондон    |                      | Мексика            | 3      |                |             |  |  |                     |       |
|  |                      | Японія               | 1                  |        |                |             |  |  |                     |       |
|  | Мексика              | Японія               | 1                  | 4      |                |             |  |  |                     |       |
|  | Мексика              |                      | 11 серпня — Лондон | 4      |                |             |  |  |                     |       |
|  | Сенегал              | 2                    |                    |        |                |             |  |  |                     |       |
|  | Сенегал              | 2                    | Бразилія           | 1      |                |             |  |  |                     |       |
|  | 4 серпня — Ньюкасл   |                      | Бразилія           | 1      |                |             |  |  |                     |       |
|  |                      | Мексика              | 2                  |        |                |             |  |  |                     |       |
|  | Бразилія             | Мексика              | 2                  | 3      |                |             |  |  |                     |       |
|  | Бразилія             | 7 серпня — Манчестер |                    | 3      |                |             |  |  |                     |       |
|  | Гондурас             | 2                    |                    |        |                |             |  |  |                     |       |
|  | Гондурас             | 2                    | Південна Корея     | 0      | Третє місце    | Третє місце |  |  |                     |       |
|  | 4 серпня — Кардіфф   |                      | Південна Корея     | 0      | Третє місце    | Третє місце |  |  |                     |       |
|  |                      | Бразилія             | 3                  |        |                |             |  |  |                     |       |
|  | Велика Британія      | Бразилія             | 3                  | 1 (4)  | Південна Корея | 2           |  |  |                     |       |
|  | Велика Британія      |                      |                    | 1 (4)  | Південна Корея | 2           |  |  |                     |       |
|  | Південна Корея       | 1 (5)                |                    | Японія | 0              |             |  |  |                     |       |
|  | Південна Корея       | 1 (5)                |                    |        | 0              |             |  |  |                     |       |
|  |                      |                      |                    |        |                |             |  |  | 10 серпня — Кардіфф |       |
|  |                      |                      |                    |        |                |             |  |  |                     |       |

### Чвертьфінали
| 4 серпня 2012 12:00 UTC+1 |

| Японія                       | 3:0 (1:0) | Єгипет |
| ---------------------------- | --------- | ------ |
| Нагаї 14' Йосіда 78' Оцу 83' | Звіт      |        |

| Стадіон:Олд Траффорд, Манчестер Глядачів: 70 722 Арбітр: Марк Гейгер |

| 4 серпня 2012 14:30 UTC+1 |

| Мексика                                          | 4:2 (д. в.) | Сенегал               |
| ------------------------------------------------ | ----------- | --------------------- |
| Енрікес 10' Акіно 62' дос Сантос 98' Еррера 109' | Звіт        | Конате 69' Бальде 76' |

| стадіон: Вемблі, Лондон Глядачів: 81 855 Арбітр: Марк Клаттенбург |

| 4 серпня 2012 17:00 UTC+1 |

| Бразилія                                  | 3:2 (1:1) | Гондурас                  |
| ----------------------------------------- | --------- | ------------------------- |
| Леандро Даміан 38', 60' Неймар 50' (пен.) | Звіт      | Мартінес 12' Еспіноса 48' |

| Стадіон:Сент-Джеймс Парк, Ньюкасл Глядачів: 42 166 Арбітр: Фелікс Брих |

| 4 серпня 2012 19:30 UTC+1 |

| Велика Британія  | 1:1 (п. 4:5) | Південна Корея |
| ---------------- | ------------ | -------------- |
| Ремзі 36' (пен.) | Звіт         | Чі Дон Вон 29' |

| Стадіон:Міленіум, Кардіфф Глядачів: 70 171 Арбітр: Вільмар Рольдана |

### Півфінали
| 7 серпня 2012 17:00 UTC+1 |

| Японія  | 1:3 (1:1) | Мексика                              |
| ------- | --------- | ------------------------------------ |
| Оцу 12' | Звіт      | Фабіан 31' Перальта 65' Кортес 90+3' |

| стадіон: Вемблі, Лондон Глядачів: 82 372 Арбітр: Джанлука Роккі |

| 7 серпня 2012 19:45 UTC+1 |

| Бразилія                           | 3:0 (1:0) | Південна Корея |
| ---------------------------------- | --------- | -------------- |
| Ромуло 34' Леандро Даміан 57', 64' | Звіт      |                |

| стадіон:Олд Траффорд, Манчестер Глядачів: 69 389 Арбітр: Павел Краловець |

### Матч за 3-є місце
| 10 серпня 2012 19:45 UTC+1 |

| Південна Корея                 | 2:0 (1:0) | Японія |
| ------------------------------ | --------- | ------ |
| Пак Чу Йон 38' Ку Ча Чхоль 57' | Звіт      |        |

| стадіон:Міленіум, Кардіфф Глядачів: 56 393 Арбітр: Равшан Ірматов |

### Фінал
| 11 серпня 2012 15:00 UTC+1 |

| Бразилія   | 1:2 (0:1) | Мексика          |
| ---------- | --------- | ---------------- |
| Халк 90+1' | Звіт      | Перальта 1', 75' |

| стадіон: Вемблі, Лондон Глядачів: 86 162 Арбітр: Марк Клаттенбург |

## Переможці
| Турнір   | Золото | Срібло | Бронза |
| Чоловіки | Мексика (MEX) Хосе Корона (капітан) Ісраель Хіменес Карлос Сальсідо Ірам М'єр Дарвін Чавес Ектор Еррера Хав'єр Кортес Марко Фабіан Орібе Перальта Джовані дос Сантос Хав'єр Акіно Рауль Хіменес Дієго Реєс Хорхе Енрікес Нестор Відріо Мігель Понсе Нестор Араухо Хосе Антоніо Родрігес | Бразилія (BRA) Габріел Рафаел Тіагу Сілва (капітан) Жуан Жезус Сандро Марсело Лукас Ромуло Леандро Даміан Оскар Неймар Халк Бруно Увіні Даніло Алекс Сандро Гансо Алешандре Пату Нету | Південна Корея (KOR) Чон Сон Рьон О Че Сок Юн Сок Йон Кім Йон Гвон Кім Кі Хі Кі Сон Йон Кім Бо Гьон Пек Сон Дон Чі Дон Вон Пак Чу Йон Нам Тхе Хі Хван Сок Хо Ку Ча Чхоль (капітан) Кім Чхан Су Пак Джон У Чон У Йон Кім Хьон Сон Лі Бом Йон |

## Список бомбардирів
- 6 голів
  -  Леандро Даміан

- 5 голів
  -  Мусса Конате

- 4 голи
  -  Орібе Перальта

- 3 голи
  -  Неймар
  -  Джері Бенгтсон
  -  Мохамед Сала
  -  Джовані дос Сантос
  -  Юкі Оцу

- 2 голи
  -  Деніел Старрідж
  -  Мохаммед Абутріка
  -  Ісмаїл Матар
  -  Пак Чу Йон
  -  Кенсуке Нагаї

- 1 гол

| - - Дмитро Бага - Ренан Брессан - Андрій Воронков - Данило - Оскар - Алешандре Пато - Рафаел - Ромуло - Сандро - Халк - Крейг Белламі - Раян Гіггз - Аарон Ремзі - Скотт Сінклер - П'єр-Емерік Обамеянг - Маріо Мартінес - Роджер Еспіноза - Маруан Мосен | - - Абделазіз Баррада - Закарія Лабьяд - Хав'єр Акіно - Хав'єр Кортес - Марко Фабіан - Хорхе Енрікес - Ектор Еррера - Кріс Вуд - Рашид Ейса - Ібраїма Бальде - Ніколас Лодейро - Гастон Рамірес - Адмір Мехмед - Інносент Емегара - Кім Бо Гьон - Ку Ча Чхоль - Чі Дон Вон - Мая Йосіда |